# Llista d'artistes de Luxemburg
Aquesta és una selecció d'artistes més notables de, o amb relació amb, Luxemburg.
- Pierre Brandebourg (1824–1878), pintor, fotògraf.
- Claus Cito (1882–1965), escultor
- Max Dauphin (1977), pintor
- Michel Engels (1851–1901), il·lustrador, pintor
- Jean-Baptiste Fresez (1800–1867), artista
- Gust Graas (1924), artista, empresari
- Frantz Heldenstein (1892-1975), escultor
- Jean Jacoby (1891–1936), pintor
- Théo Kerg (1909–1993), artista
- Will Kesseler (1899–1983), pintor
- Emile Kirscht (1913–1994), pintor
- Nico Klopp (1894–1930), pintor
- Max Kohn (1954) pintor, escultor
- Joseph Kutter (1894–1941), pintor
- Dominique Lang (1874–1919), pintor
- Nicolas Liez (1809–1892), litografista, pintor
- Michel Majerus (1967–2002), artista
- Bady Minck (1960), artista, director de cinema
- Raymond Petit (1954), escultor
- Joseph Probst (1911–1997), artista
- Harry Rabinger (1895–1966), pintor
- Pierre-Joseph Redouté (1759–1840), pintor
- Frantz Seimetz (1858–1934), pintor
- Michel Stoffel (1903–1963), pintor
- Auguste Trémont (1892–1980), escultor
- Foni Tissen (1909–1975), artista
- Su-Mei Tse (born 1973), artista, escultor
- Sosthène Weis (1872–1941), pintor, arquitecte
- Lucien Wercollier (1908–2002), escultor